# Nelson Alves Aguiar
Nelson Alves de Aguiar  (Brumado,  5 de maio de 1940) é um politico brasileiro, membro fundador do Movimento Democrático Brasileiro (MDB). Exerceu mandato de deputado estadual pelo estado do Espírito Santo entre 1979 a 1982 e federal em duas oportunidades. Exerceu carreira de jornalista e professor e, atualmente, é advogado criminalista.

## Formação
Nelson Aguiar nasceu em Brumado; Filho de Henrique Alves de Aguiar e Maria Lina de Aguiar. Casou-se com Beatrice Eugenie Maciel de Aguiar, com quem teve quatro filhos. Estudou na escola evangélica Batista. Mudou-se para o Rio de Janeiro ainda jovem, onde foi diplomado pelo Instituto Técnico de Jornalismo deste estado em 1968. Em 1971, se formou em Letras pela Faculdade de Filosofia de Colatina, Espírito Santo e, no seguinte ano, especializou-se, também em Letras, pela Sanda Nona University, Estados Unidos. Em 1977, se formou em direito pela Universidade Federal do Espírito Santo, concluindo o curso em 1977. 

## Carreira política
Em 1978, foi eleito deputado estadual pelo estado Espírito Santo, quando afiliado ao MDB, cumprindo o mandato de 1979 a 1982. Em 1979, com a extinção do MDB, filiou-se ao novo partido, o PMDB. Foi candidato a deputado federal por este mesmo partido, em 1982, ficou na suplência, mas conseguiu ser empossado ainda no início da legislatura, em 1983, substituindo Wilson Haese, que desistiu do cargo para assumir a pasta da Educação e Cultura. Ainda em 1983, foi secretário do Bem-estar Social do estado do Espírito Santo, reassumindo o mandato parlamentar no início de 1984. Entre 1985 e 1986, foi presidente da Fundação Nacional do Bem-estar do Menor (Funabem), no Rio de Janeiro, deixando o cargo em abril deste último ano para disputar o pleito de deputado Federal do novembro seguinte e foi um dos autores do Estatuto da Criança e do Adolescente.
O Jornal do Brasil fez uma reportagem em junho de 1988 sobre as trovas que o deputado compunha durante a Constituinte, retratando momentos dos trabalhos e sua posição política. Por exemplo, contrário à definição de empresário aprovada em plenário, Nelson Aguiar compôs: "Os estrangeiros agora / Podem comprar o Brasil / Por causa de uma emenda / Votada no fim de abril". Ainda segundo ele: "a gente está lá no plenário, os fatos acontecem, dá o estalo e a trova sai".
Mais uma vez foi eleito pelo mesmo partido, assumindo o mandato para 1987 a 1990. No primeiro ano do mandato, na Assembleia Nacional Constituinte, tornou-se presidente da Subcomissão da Família, do Menor e do Idoso; foi suplente da Subcomissão dos Direitos dos Trabalhadores e Servidores Públicos e da Comissão da Ordem Social. Em 1998, concorreu a uma cadeira no Senado, pelo PMN, mas não foi eleito. Em 2003, concorreu ao cargo de deputado estadual no Espírito Santo, pelo PDT, também não conseguiu ser eleito.
Entre 2001 e 2009, atuou como advogado em casos relevantes, como a defesa do ex-governador do estado do Espírito Santo, José Ignácio Ferreira (1998-2002), que foi acusado de formar caixa dois em sua campanha e outros delitos. Foi também advogado de defesa deste mesmo, contra o seu impeachment, que foi arquivado.  

## Obras
Nelson Alves de Aguiar também publicou algumas obras: 
- Constituinte e Constituição em perguntas e respostas;
- Constituinte e Constituição ao alcance do povo;
- Menor abandonado — ação social integrada nos municípios;
- O menor e a constituinte;
- É fácil administrar.